# Kaak (anatomie)

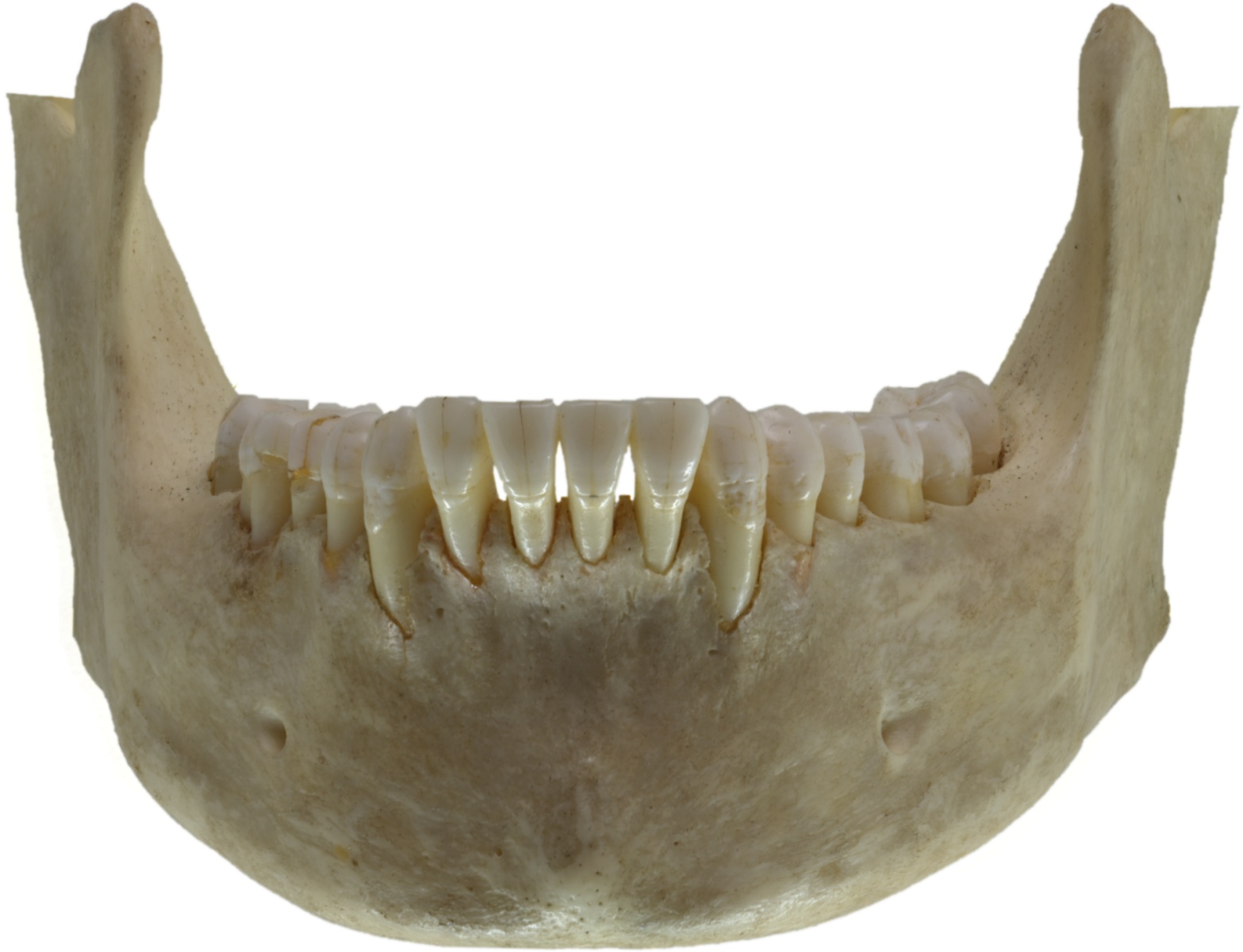
Menselijke onderkaak (vooraanzicht)

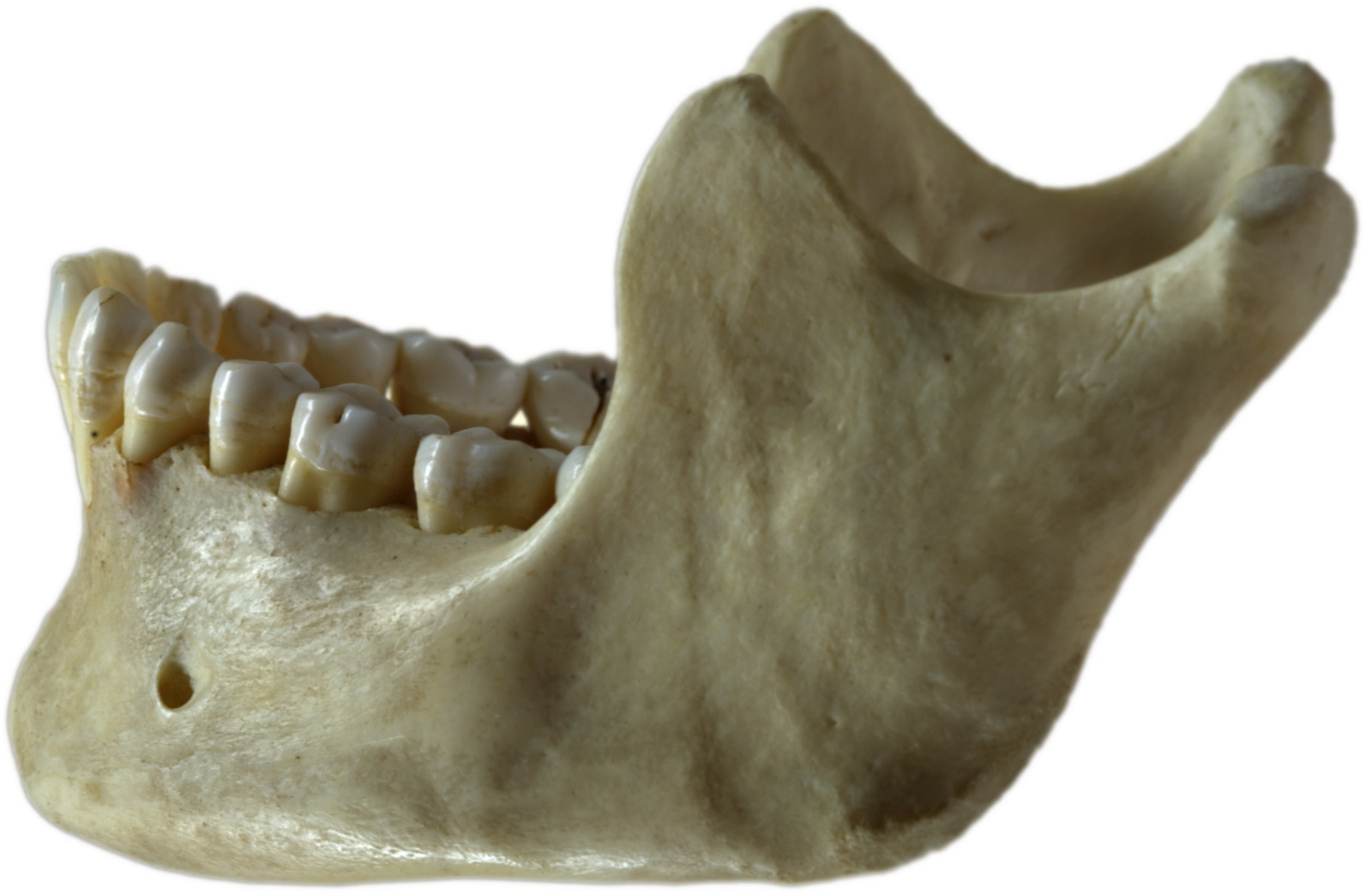
Menselijke onderkaak (zijaanzicht)

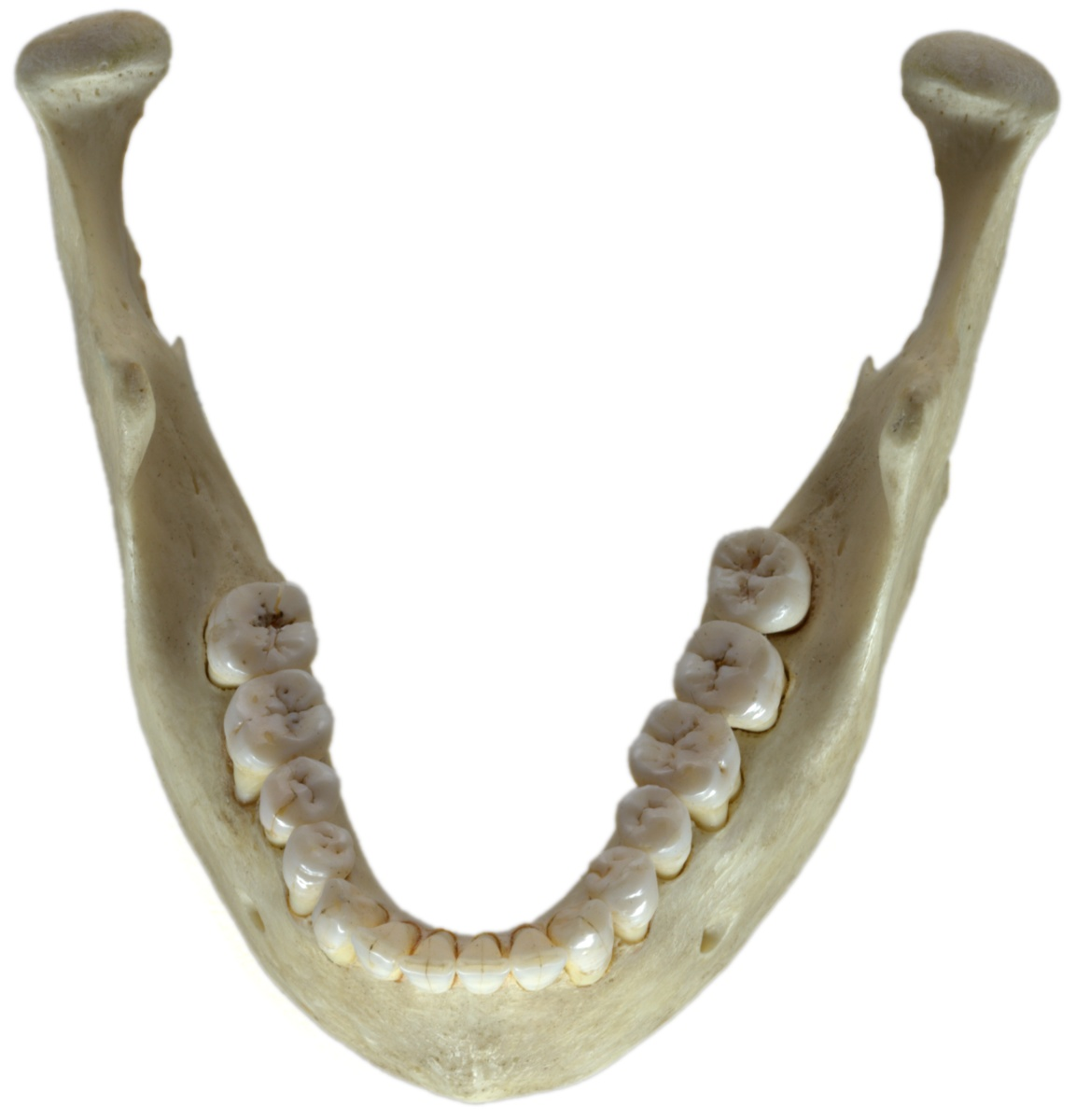
Menselijke onderkaak (bovenaanzicht)

Een kaak is een deel van het skelet. Een combinatie van twee kaken, zoals een bovenkaak die vast aan de rest van skelet zit en een onderkaak die kan bewegen, heeft als functies bijten en/of kauwen, om voedsel te bewerken voor het verder in het spijsverteringsstelsel komt, en/of te fungeren als wapen. Kaken komen onder meer voor bij gewervelde dieren (met de bovenkaak vast aan de schedel) en sommige geleedpotigen. Ze hebben in de biologie een grote verscheidenheid aan vormen en maten.
In de evolutiebiologie speelt de aan- of juist afwezigheid van kaken een rol bij de indeling van veel diersoorten. De meeste kaken zijn voorzien van scherpe tanden, randen of hebben grote spieren waardoor ze enorm veel bijtkracht hebben. Daarom worden de kaken ook wel ter verdediging gebruikt, en sommige zijn erg berucht, sommige krokodilachtigen, honden en schildpadden laten na een beet niet meer los. 
Slangen kunnen de kaak letterlijk ontwrichten, zodat ze prooien kunnen doorslikken die groter zijn dan de kop, en ook nog in een keer zonder te scheuren. Insecten en andere geleedpotigen hebben zeer complexe kaken vaak met enkele paren monddelen. Sommige vissen, zoals Muraena, hebben een tweede paar kaken in de keel. De efficiëntste kaken zijn waarschijnlijk die van de haai, hoewel veel uitgestorven haaiachtigen nóg grotere kaken hadden. Niet alleen de enorme spieren en vele tandenrijen maken indruk, ook het feit dat nieuwe tanden gedurende het hele leven aangemaakt worden en dus altijd vlijmscherp zijn maakt haaien tot geduchte roofdieren.
Bij gewervelden wordt met mandibula in het bijzonder het bot of de botten in de onderkaak aangeduid, vaak de grootste en sterkste in de kop. De onderkaak is bij de gewervelden beweeglijk ten opzichte van de maxilla, de bovenkaak, die verbonden is met het cranium, de schedel in engere zin, en houdt vaak een onderste rij tanden op hun plaats, net als de maxilla dat doet met de boventanden. 
Bij mensen bestaat de onderkaak uit een gebogen, horizontaal gedeelte en twee loodrechte gedeelten. 